# Staffordshire
Staffordshire este un comitat, situat în centrul Angliei. 1.131.052 loc. (2019), Reședința: Stafford. Ținuturile sale mlăștinoase din nord formează extremitatea de sud a Munților Pennini, iar în interior se află regiunea carboniferă cunoscută sub numele The Potteries. Au fost găsite urme ale unor așezări din Neolitic, Epoca Bronzului și Epoca Fierului. Romanii au construit aici drumuri; în sec. VII-IX d.Hr., a fost centrul regatului Mercia. Danezii l-au devastat la sfârșitul sec. IX d.Hr. Exploatările de cărbune și fier datează din sec. XIII. Industria sa ceramică a devenit faimoasă în sec. XVIII, odată cu inovațiile lui Josiah Wedgwood.

## Orașe
- Biddulph
- Burntwood
- Burton-upon-Trent
- Cannock
- Hanley
- Kidsgrove
- Leek
- Lichfield
- Newcastle-under-Lyme
- Rugeley
- Stafford
- Stoke-on-Trent
- Stone
- Tamworth
- Uttoxeter